# Aziza FC
Der Aziza Football Club (verkürzt Aziza FC) ist ein Fußballverein aus dem Süden des westafrikanischen Landes Benin. Mit Stand Februar 2023 spielt er im Championnat National du Benin, der ersten Liga des Landes, in der Gruppe C („Zone Atlantique-Littoral“) und trägt seine Heimspiele im Terrain Campus Abomey Calavi aus, das 1000 Plätze umfasst. Die Saison 2021/22 schloss er noch mit dem alten Namen UPI-ONM FC ab.

## Bekannte Spieler
Die Spieler kamen wenigstens einmal für die Nationalmannschaft zum Einsatz:
- Uche Ezegbeto[3]